# Ponto do marido
O ponto do marido ou (em inglês: husband's stitch), também conhecido como o ponto do papai, nó do marido e prega vaginal, é um procedimento cirúrgico que requer uma ou mais suturas do que o necessário para reparar o períneo de uma mulher depois de ter sido rompido ou cortado durante o parto. O objetivo alegado é apertar a abertura da vagina e, assim, aumentar o prazer de seu parceiro sexual masculino durante a penetração sexual. Não há evidências de benefícios.

## Perspectiva médica
Enquanto o reparo do períneo pode ser medicamente necessário, uma sutura extra não é, e pode causar desconforto ou dor. O uso do termo na literatura médica pode ser atribuído a Transactions of the Texas State Medical Association em 1885. Há também uma referência em What Women Want to Know (1958), um livro co-escrito por um ginecologista americano.
Aparentemente não existem estudos para determinar se o procedimento ocorre e quantas mulheres foram afetadas. Alguns médicos veem relatórios sobre o procedimento como uma lenda urbana. Um escritor sugere que pode ser uma piada feita por homens para aliviar a tensão depois que suas parceiras deram à luz. Contudo, existem vários casos de mulheres que relatam ter sido submetidas a este procedimento sem o consentimento delas. 

## Cultura popular
Um conto de Carmen Maria Machado, "The Husband Stitch", publicado pela primeira vez em 2014 por Granta, descreve uma mulher sob o processo cirúrgico.